# Avstro-ogrska skupna vojska
Cesarska in kraljeva vojska (nemško k.u.k. Heer), pogosto poimenovana skupna vojska, je bila glavna kopenska komponenta avstro-ogrskih oboroženih sil, ki je obstajala med letoma 1867 in 1918. 
Kot skupna vojska obeh delov države je iz vojske Avstrijskega cesarstva nastala po preoblikovanju države v dualistično Avstro-Ogrsko, ko sta oba dela države dobila tudi svoji posebni kopenski vojski: avstrijsko domobranstvo in ogrski honved.

### Velikost, etnična in verska sestava
Leta 1868 je aktivna sestava skupne vojske obsegala 255.000 vojakov in je lahko ob mobilizaciji štela 800.000 pripadnikov, kar je bilo občutno manj kot v preostalih evropskih silah; Nemčija, Francija in Rusija so lahko vsaka mobilizirale več kot milijon vojakov.
Kljub temu, da je do leta 1900 prebivalstvo naraslo na skoraj 50 milijonov, je bil obseg kopenske vojske omejen z zakonom iz leta 1889. Tako je ob prelomu stoletja Avstro-Ogrska mobilizirala le 29 % prebivalstva (Nemčija 47 %, Rusija 35 % in Francija 75 %). Zakon iz leta 1889 je bil spremenjen šele leta 1912 in je omogočal letno povečanje naborne sestave.
Etnična sestava moštva prikazuje veliko raznolikost v monarhiji. Leta 1906 je od vsakih 1000 navadnih vojakov bilo: 267 Nemcev, 223 Madžarov, 135 Čehov, 85 Poljakov, 81 Rutencev (oz. Ukrajincev), 67 Hrvatov in Srbov, 64 Romunov, 38 Slovakov, 26 Slovencev in 14 Italijanov.
Posledično je bila raznolika tudi verska sestava. Leta 1896 je na 1000 častnikov bilo: 791 rimokatoličanov, 86 protestantov, 84 Judov, 39 grško-pravoslavnih in 1 uniat. Izmed vseh večjih evropskih držav pred prvo svetovno vojno je bila Avstro-Ogrska edina, ki je Judom omogočala neovirano napredovanje po častniški lestvici, tudi do najvišjih položajev. Kljub temu, da so Judje predstavljali le okoli 5 % celotnega prebivalstva Avstro-Ogrske, pa so judovski častniki predstavljali skoraj 18 % rezervnega častniškega zbora. Uradno niso obstajali nobeni predpisi, ki bi diskriminirali častnike glede na veroizpoved, vendar so Judje doživljali neuradne (osebne) diskriminacije s strani skoraj popolnoma krščanskega aktivnega častniškega zbora. Tudi Franc Ferdinand naj bi diskriminiral protestantske častnike.

### Vzdrževanje in oprema
Medtem ko sta avstrijski in madžarski del dvojne monarhije radodarno financirala svoj del oboroženih sil, je bilo financiranje skupne vojske bolj omejeno, zaradi česar so bili skupni (k.u.k.) polki slabše opremljeni.
Na področju vojnega letalstva je bila Avstro-Ogrska počasnejša od drugih evropskih držav. Šele leta 1893 je ustanovila prve balonske enote, medtem ko je šele leta 1911 kupila prvih pet letal. Leta 1914, ob pričetku prve svetovne vojne, je Avstro-Ogrska za potrebe vojnega letalstva porabila le 1/25 vojno-letalskega proračuna Francije. Ob izbruhu prve svetovne vojne je Avstro-Ogrska imela le 48 bojnih letal.